# 전지구 센트로이드 모멘트 텐서
전지구 센트로이드 모멘트 텐서(Global Centroid Moment Tensor, GCMT)는 1982년 창설된, 전 세계에서 규모 M5.0 이상을 기록한 지진의 진원과 그 발진기구를 정리해 모아둔 지진학, 지구물리학 데이터베이스이다. GCMT는 전 세계 주요 지진의 발진기구를 측정하고 그 결과를 빠르게 발표하는 데 목표를 두고 있다. GCMT의 데이터베이스는 1976년 이후 발생한 주요 대지진의 발진기구를 모아두고 있다.
GCMT는 미국 레먼트-더헐티 지구관측기관의 괴렌 엑스텀과 메럴디트 네텔이 관리하고 있다. GCMT는 처음에 하버드 대학교 산하 프로젝트로 있었으며 2006년 여름까지 하버드 CMT 프로젝트로 불렸다. GCMT 데이터베이스는 지구물리학계에서 신뢰할 만한 지진 참고목록으로 인정받고 있다.